# De Havilland DH.60 Moth
Die de Havilland DH.60 Moth („Motte“) war ein zweisitziger Doppeldecker des britischen Herstellers de Havilland Aircraft Company. Aus dem ab 1925 gebauten Flugzeug wurden weitere Modelle abgeleitet und nach unterschiedlichen Mottenarten benannt. Der Konstrukteur Geoffrey de Havilland war ein begeisterter Schmetterlingssammler und gab seinen Flugzeugen häufig die Namen von Insekten.
Die Moth war eines der erfolgreichsten britischen Flugzeuge der Zwischenkriegszeit.

## Geschichte
Die DH.60 Moth war die Nachfolgerin der als untermotorisiert geltenden DH.53 Humming Bird. Der Jungfernflug fand am 22. Februar 1925 statt.
Die Moth war ein Doppeldecker mit einem Sperrholzrumpf, der auf die untere Tragfläche aufgesetzt wurde. Die Tragflächen bestanden aus einer Holzkonstruktion mit Stoffbespannung. Als Antrieb wählte Geoffrey de Havilland den Vierzylinder-Reihenmotor A.D.C. Cirrus, der auf einem Renault-Achtzylindermotor aus dem Ersten Weltkrieg beruhte. Später wurden die selbstentwickelten leistungsstärkeren Gipsy-Motoren verbaut.
Wegen ihres niedrigen Kaufpreises und ihrer „Gutmütigkeit“ war die Moth bei Privatpiloten sehr beliebt. Die Gipsy Moth beherrschte zeitweise 85 Prozent des privaten Flugzeugmarktes in Großbritannien, es wurden damals durchschnittlich mehr als drei Maschinen pro Tag ausgeliefert.
In den 1930er Jahren wurde die Moth zu einem Schulflugzeug weiterentwickelt. Die meisten Piloten der Luftschlacht um England waren auf der Tiger Moth ausgebildet worden.

## Versionen

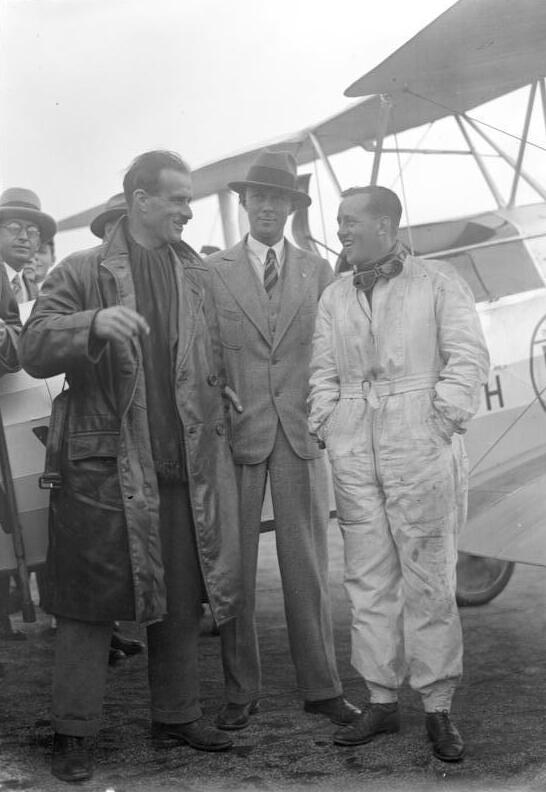
Berlin-Tempelhof 1930, Internationaler Europa-Rundflug – die Engländer Broad (rechts) und Butler (links) vor Flugzeug DH-60G

Die DH.60 Moth wurde durch einen A.D.C. Cirrus-Motor angetrieben. Einige Exemplare erhielten ein verändertes Fahrwerk mit X-förmigen Streben und wurden deshalb als DH.60X bezeichnet.
Die seit 1927 mit einem Gipsy-Antrieb versehenen Maschinen erhielten den Namen DH.60G Gipsy Moth, während die Originalversion zur Unterscheidung als Cirrus Moth bezeichnet wurde. Später entstand die Version DH.60 GIII Moth Major mit einem Gipsy-Major-Motor.
Einige Maschinen erhielten einen Armstrong-Siddeley-Genet-Antrieb und hießen daher Genet Moth.
DH.60 Moth/Cirrus MothUrsprungsversion mit einem Cirrus-Motor, 113 Exemplare, darunter 24 Lizenzbauten
DH.60G Gipsy MothVersion mit einem Gipsy-Motor, 692 Exemplare, darunter 98 Lizenzbauten
DH.60GIII Moth/Moth Major146 Exemplare mit Gipsy-III- bzw. Gipsy-Major-Motoren mit hängenden Zylindern. Das Erscheinungsbild der Moth änderte sich damit wesentlich und ähnelte stark der späteren Tiger Moth.
DH.60M Moth753 Exemplare, darunter 171 Lizenzbauten
DH.60T Moth Trainer64 Exemplare
DH.60X MothVersion mit verändertem Fahrwerk, 338 Exemplare

## Weitere Moth-Flugzeuge
Die bekannteste Moth war die DH.82 Tiger Moth von 1931, eine Weiterentwicklung der Moth Major.
- de Havilland DH.61 Giant Moth
- de Havilland DH.71 Tiger Moth (Eindecker)
- de Havilland DH.75 Hawk Moth
- de Havilland DH.80 Puss Moth
- de Havilland DH.81 Swallow Moth
- de Havilland DH.82 Tiger Moth
- de Havilland DH.83 Fox Moth
- de Havilland DH.85 Leopard Moth
- de Havilland DH.87 Hornet Moth
- de Havilland DH.94 Moth Minor

## Militärische Nutzer
| - Ägypten - Äthiopien - Australien Royal Australian Air Force - Belgien: 1 - Belgisch-Kongo Force Publique - Birma Burma Volunteer Air Force: 1 - Brasilien Força Aérea Brasileira Brasilianisches Heer Brasilianische Marine - Chile - Dänemark - Deutsches Reich: einige - Finnland - Griechenland - Königreich Irak - Irland - Jugoslawien - Kanada Royal Canadian Air Force | - Kuba - Neuseeland Royal New Zealand Air Force - Norwegen - Österreich: Bundesheer (1927–1938) - Paraguay - Polen - Portugal - China - Rumänien - Schweden - Spanien Spanisch Republikanische Luftwaffe - Spanien Ejército del Aire - Südafrika South African Air Force - Ungarn - Vereinigte Staaten United States Navy - Vereinigtes Königreich Royal Air Force |

## Technische Daten (DH.60G Gipsy Moth)

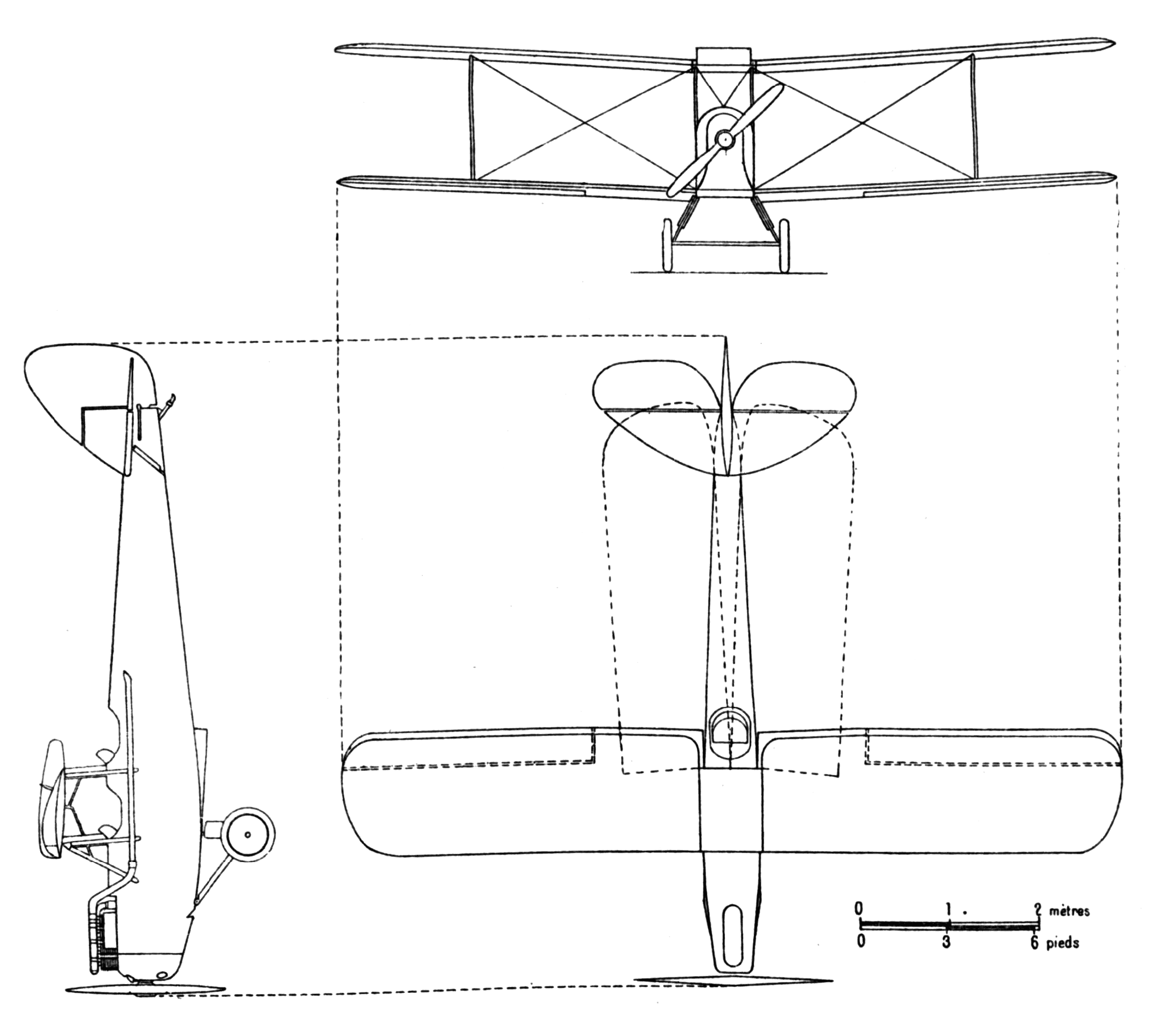
Dreiseitenansicht, 1927

| Kenngröße             | Daten                                                               |
| --------------------- | ------------------------------------------------------------------- |
| Besatzung             | 1                                                                   |
| Passagiere            | 1                                                                   |
| Länge                 | 7,30 m                                                              |
| Spannweite            | 9,15 m                                                              |
| Höhe                  | 2,70 m                                                              |
| Flügelfläche          | 22,6 m²                                                             |
| Leermasse             | 420 kg                                                              |
| Startmasse            | 800 kg                                                              |
| Reisegeschwindigkeit  | 137 km/h                                                            |
| Höchstgeschwindigkeit | 169 km/h                                                            |
| Triebwerke            | ein stehender 4-Zylinder-Reihenmotor de Havilland Gipsy I mit 75 kW |